# Bachfeld
Bachfeld är en ortsteil i staden Schalkau i Landkreis Sonneberg i förbundslandet Thüringen i Tyskland. Bachfeld var en kommun fram till den 31 december 2019 när den uppgick i Schalkau. Bachfeld hade 438 invånare 2019.